# 千手山公園
千手山公園（せんじゅさんこうえん）は、栃木県鹿沼市千手町にある公園。一般社団法人鹿沼市観光協会が指定管理者として運営する。園内に小さな遊園地があり、アトラクションの料金の安さから、子供連れの保護者から注目を集めている。
2007年（平成19年）公開の映画『恋空』のロケ地となった。

## 園内
鹿沼市街地の北にある小高い山を利用して造られた公園で、鹿沼市街を見渡すことができる。1,000本超のツツジと約300本のサクラが植えられている。ツツジの樹種はヤマツツジやキリシマツツジなどである。サクラは公園の北西、ツツジは公園の南西に群落を成し、サクラの木の下にはツツジも植えられている。『宇宙戦艦ヤマト』の主題歌など、昭和のアニメソングを園内で放送している。
- 売店 - ピンク色の建物[14]。菓子・飲料・玩具を販売し[15]、のりもの券もここで扱っている[1]。管理事務所と一体化しており、事務所内に持参した弁当などを食べるスペースがある[15]。
- 市民プール - この施設のみ、公益財団法人かぬま文化・スポーツ振興財団が指定管理者として運営している[4]。屋外型のプールで、夏季（7 - 8月）のみ営業する[16]。50 m（水深：1.1 m）、25 m（水深：0.8 m）、幼児（水深：0.5 m）の3種類のプールがある[16]。

以上のほか、小動物園が置かれていたことがある。

### 遊具
市民向けの公園であるが、2020年代には乗り物の安さがソーシャル・ネットワーキング・サービス（SNS）で拡散されたことで、県内外から来園者を集めている。2022年（令和4年）度は63,174人が来園した。乗り物の料金に小人と大人の区別はなく、一律50円であり、売店で のりもの券を購入して乗車する。毎月第3日曜日（栃木県が制定した「家庭の日」）は、鹿沼市民を対象とした150円分の「無料のりもの券」を配布する。また、栃木県民の日（6月15日）は無料になる乗り物がある。遊具の運転時間は10時から16時までであるが、冬季は15時30分で終了する。月曜日（祝日の場合は営業）と祝日の翌日は管理事務所の営業と乗り物の運行を休止するが、公園自体は開放している。
- おとぎ電車 - 乗車料金は50円[7]。車両は汽車の形をしているが、バッテリーで駆動する電車である[18]。園内を周回する路線には踏切やトンネルといった設備があり[18]、ツツジの森の中を走行する[7]。
- ジェットスター - 乗車料金は50円[15]。回転する遊具で[3]、公式の説明では「飛行機の乗り物」としている[1]。乗り物の内部のレバーを操作すると上下に動く[18]。サクラの木を見下ろすことができる[7]。
- 観覧車 - 乗車料金は50円[15]。直径12.7 m[19]、高さ17.5 m と小型である[8]が、山の上に建つため、鹿沼市街を見渡すことができる[18]。ゴンドラは10基あり、10色に塗り分けられている[15]。車椅子のまま乗り込むことが可能[1]。
- 自動木馬 - 乗車料金は30円[7]で、十円硬貨を3枚投入すると動く[1][14]。大人は乗車できない[14]。「木馬」と称するが、パトカーや消防車の形をしている[1]。
- すべり台 - 公園の中央付近にある[15]。ベンチ・テーブルがそばに置かれており、子供を遊ばせている間、大人は休憩することができる[18]。

以上のほか、以前はジャンプライドという乗り物があった。

### サクラ
園内には約300本のサクラの木があり、4月の花見の時期には「千手山公園さくら祭り」を開催する。祭りでは、提灯が付けられ、露店が出る。樹種はソメイヨシノ、ヤマザクラ、シダレザクラなど多様である。
2024年（令和6年）には、おとぎ電車の南側にあるサクラの木（ソメイヨシノ）を鹿沼市（下野新聞の報道では「鹿沼市観光協会」）が標本木として指定した。この木の選定理由は、日当たり良好で枝ぶりが美しいことである。気象庁がサクラの開花や満開を観測するために定めた標本木ではなく、鹿沼市が独自に指定したものであるが、「標本木」の名称は気象庁から使用の了承を取っている。同年4月1日に鹿沼市観光協会職員が標本木の花が5輪以上開花していることを双眼鏡で確認し、鹿沼市長の佐藤信がメガホンを手に、園内で開花宣言を行った。同月8日には満開を発表した。

## 歴史

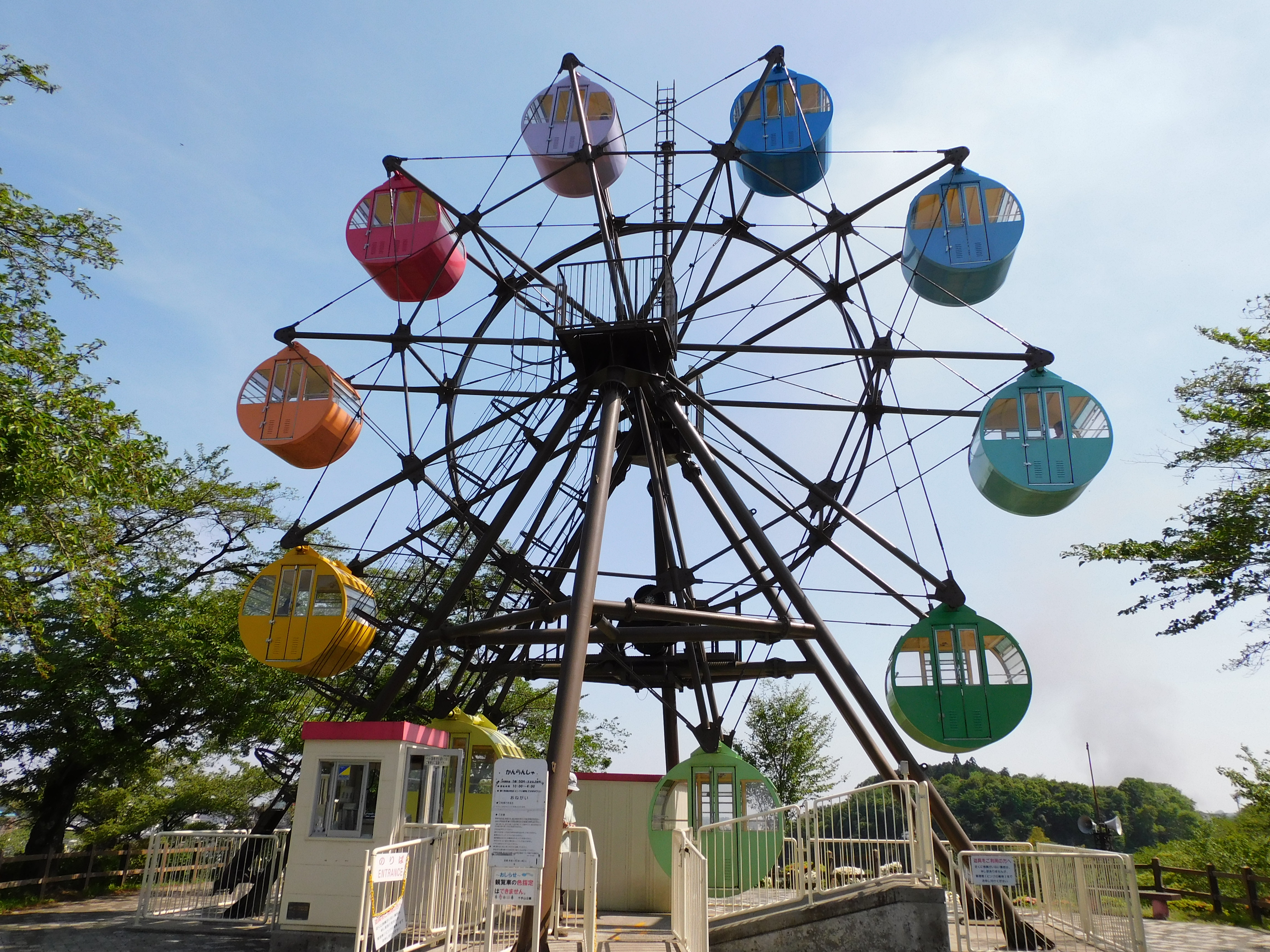
観覧車

千手山には天文4年（1535年）創建の紫雲山千手院があった。千手院は当初、修験道の影響下にある寺院だったようで、円随という修験僧が建てた石塔が残されている。その後、下野三十三観音霊場の札所の1つとして庶民の信仰を集めるようになった。江戸時代の千手院は、わずか3石ではあったが、朱印状を与えられた寺院であり、徳川吉宗の位牌があった。
第二次世界大戦前の鹿沼町時代にはすでに公園となっており、当時は第二公園と呼ばれていた。1948年（昭和23年）に、鹿沼市の市制施行の記念事業として公園を拡充し、その目玉として児童遊園地と動物園を併設することになった。動物園は小規模なもので、キツネ・クマ・サル・シカ・タヌキなどを飼育していた。クマはメスで、ハナコという名前だった。
1966年（昭和41年）に建設された飛行塔は、中央塔の周りに飛行機の形をした搬器が付いた乗り物で、子供たちの人気遊具となった。搬器は地面から3.5 m ほど上昇し、鹿沼市街を眺望することができた。当時の遊具の利用料金は10円であった。
2002年（平成14年）春に、観覧車をリニューアルした。この観覧車は、2007年（平成19年）公開の映画『恋空』に登場し、2008年（平成20年）放送のTBSドラマ版の『恋空』でもロケ地となった。2009年（平成21年）12月8日に発売された「U字工事の大好きとちぎかるた」では「か」の札に千手山公園の観覧車が選ばれた。2023年（令和5年）現在は物価高が進み、遊具の点検などで費用がかかるものの、園の特長を安さであると捉えていることから、遊具の値上げは行っていない。
2024年（令和6年）、園内のサクラの木が鹿沼市の標本木に選ばれた。標本木の指定は、千手山公園のPRを目的としたもので、鹿沼市観光協会会長の福田義一が発案した。

## 紫雲山千手院
紫雲山千手院は、園名の由来となったお堂で、赤い仁王門を持つ。公園の東側にある。下野三十三観音霊場の第三十一番札所であり、江戸時代には篤い信仰を集めていた。無住寺であり、御朱印は千手山公園の売店で取り扱っている。天文4年（1535年）の創建。
境内の入り口に53段の石段があり、上り切ったところに仁王門が建つ。享保17年（1732年）の建立で、天井絵は前部を今宮神社社掌の桜井如雲が1892年（明治25年）に、後部は慶掌がそれぞれ竜を描いたものである。紫雲山の山号額は正徳6年（1716年）のものである。元は大谷石あるいは深岩石を使った石屋根であった。仁王像の裏には天部の像（多聞天と増長天）がある。南面する本堂は仁王門より古いと推定され、二十四孝にちなんだ24枚の彫刻が軒下に施されている。1983年（昭和58年）3月に修復工事が行われた。
本堂の内陣に唐風の宮殿（屋形型の厨子）があり、本尊の千手観音坐像が安置されている。鹿沼城主の壬生義雄が板荷観音原から移したもので、像高51.4 cm、肩幅14.1 cm である。損傷が激しかったが、京都国立博物館文化財保存修理所が1982年（昭和57年）3月に修復作業を行った。修復の過程で、「蟻ほぞ」と呼ばれる技法が使われていることが分かり、それまでの室町時代前期作とする説が鎌倉時代末期作に訂正された。1981年（昭和56年）3月31日に「木造 千手観音菩薩坐像」の名称で鹿沼市の有形文化財（彫刻）に指定された。舟型光背と台座は江戸時代に、江戸・神田鍛冶町二丁目の仏師・平井半兵衛が手掛けた作品である。千手観音像の周囲には風神・雷神と二十八部衆の像が、千手観音の眷属として配されている。これらのほか、「マリア観音ではないか」という説があった持児観音（子育観音）、本尊とは別の千手観音坐像、如来像などがある。持児観音は境内の子安観音堂に安置されていた像であったが、千手山公園の開発に際して取り壊され、本堂に納められた。毎月1日（雨天日・事務所の休日の場合は翌日）が開帳日で、千手観音像を公開している。

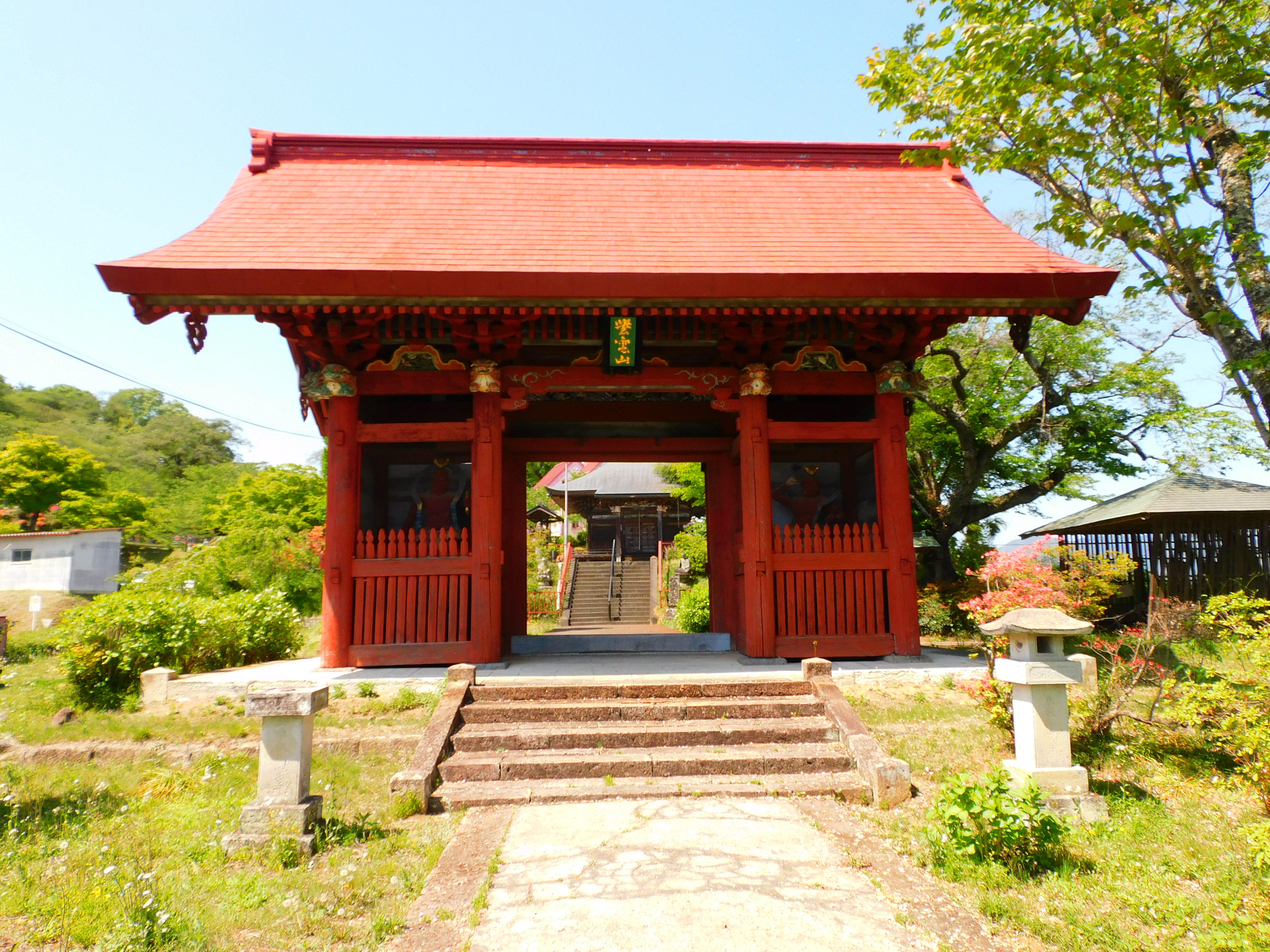
仁王門
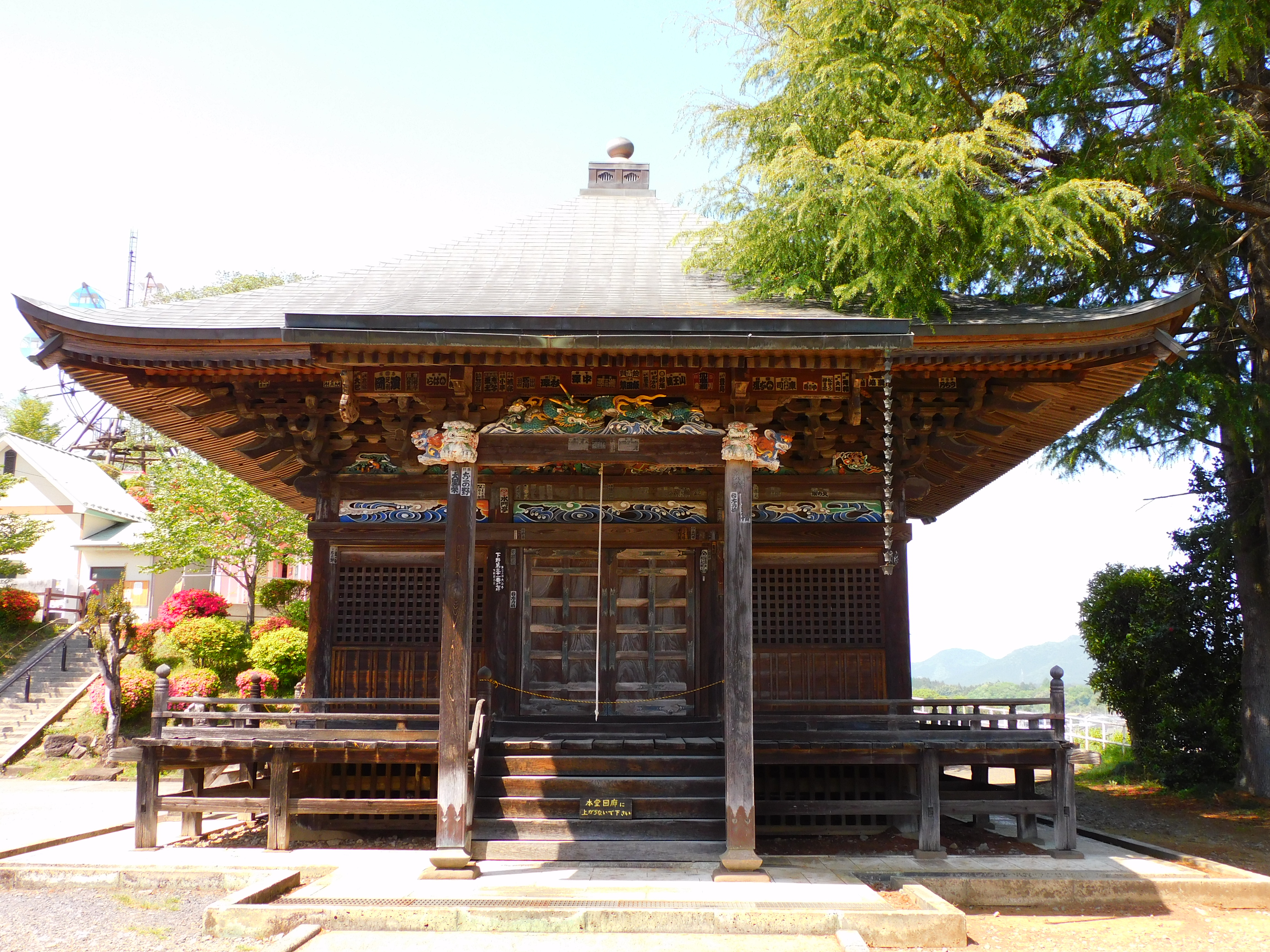
本堂

## 周辺
周辺は閑静な住宅地である。公園の入り口付近に東日本国際大学附属昌平高等学校通信制課程鹿沼学習センターがある。
最寄り駅はJR日光線鹿沼駅で、徒歩25分である。東武日光線新鹿沼駅からは徒歩で約30分である。最寄りのバス停は鹿沼市民バス（リーバス）の天神町で、子供を連れ歩いて10 - 15分程度かかる。
自家用車利用の場合、東北自動車道鹿沼インターチェンジから20分ほどかかる。駐車場は80台分あり、無料である。駐車台数は少ないが、平常時は満車となることはない。